# Drain
Drain (eller Drain STH) var ett svenskt hårdrocksband med fyra medlemmar som spelade tillsammans 1993–2000.
Bandet splittrades och sångerskan Maria Sjöholm gifte sig med Tony Iommi, gitarrist i rockbandet Black Sabbath. Gitarristen Flavia Canel spelade under period från 2003 basgitarr i Stockholmsbaserade Blowsight.

## Medlemmar
Tidigare medlemmar
- Martina Axén – trummor, bakgrundssång (1993–2000)
- Flavia Canel – gitarr (1993–2000)
- Anna Kjellberg – basgitarr (1993–2000)
- Maria Sjöholm – sång (1993–2000)

## Diskografi
Studioalbum
- Horror Wrestling (1996)
- Freaks of Nature (1999)

EP
- Serve the Shame (1995)

Singlar
- "Crack the Liars Smile" (1996)
- "I Don't Mind" (1996)
- "Enter My Mind" (1999)
- "Simon Says" (1999)